# Ratpenat del bambú petit
El ratpenat del bambú petit (Tylonycteris pachypus) és una espècie de ratpenat de la família dels vespertiliònids que es troba a les illes de la Sonda. Fins al 2017 incloïa l'espècie que avui en dia s'anomena T. fulvida, que en fou separada basant-se en dades moleculars.